# Коловодник малий

Коловодник малий (Tringa solitaria) — малий прибережний птах. 

## Назва
Назва роду Tringa є новолатинською назвою, даною коловоднику лісовому давнім італійським натуралістом Альдровандусом у 1599 році, базуючись на давньогрецькому trungas, — птахах розміром із дрозда, білобоких, трясогузих болотяних птахах, згаданих Аристотелем. Видова назва solitaria є латинським означенням «самотньої пташки» від solus, «сам, на самоті», що апелює до поведінкових особливостей.

## Опис
Цей вид має розмір 18-23 см завдовжки, з розмахом крил до 50 см і масою тіла 31-65 г . Це прибережний птах з темно-оливковою або сіруватою спиною, сіруватою головою та грудьми, та білим низом. Це забарвлення чітко проявляється в польоті, з крилами темними зверху і знизу, темним охвістям та серединою хвоста. Остання особливість відрізняє його від дещо більшого і з ширшим розмахом крил, але в іншому дуже схожого на коловодника лісового з Європи та Азії, з якими він близько споріднений. Останній вид має блискуче біле надхвістя. У польоті коловодник малий видає характерний поклик із трьох нот. Обидва види мають коричневі крила з маленькими світлими крапками і ніжний, але контрастний малюнок шиї та грудей. Крім того, обидва види гніздяться на деревах, на відміну від більшості інших баранцевих.

## Поширення та екологія
Гніздиться в лісах по всій Алясці та Канаді. Це перелітний птах, зимує у Центральній та Південній Америці, особливо у басейні річки Амазонки та Карибському басейні. Бувають дуже рідкісні зальоти в Західну Європу, що трапляються в літньо-осінній період.

### Підвиди
Коловодник малий поділяється на два підвиди:
- Т. с. cinnamomea, ( Brewster, 1890): гніздиться на Алясці та в західній Канаді
- Т. с. solitaria, ( Wilson, 1813): гніздиться від Східної Британської Колумбії до Лабрадору

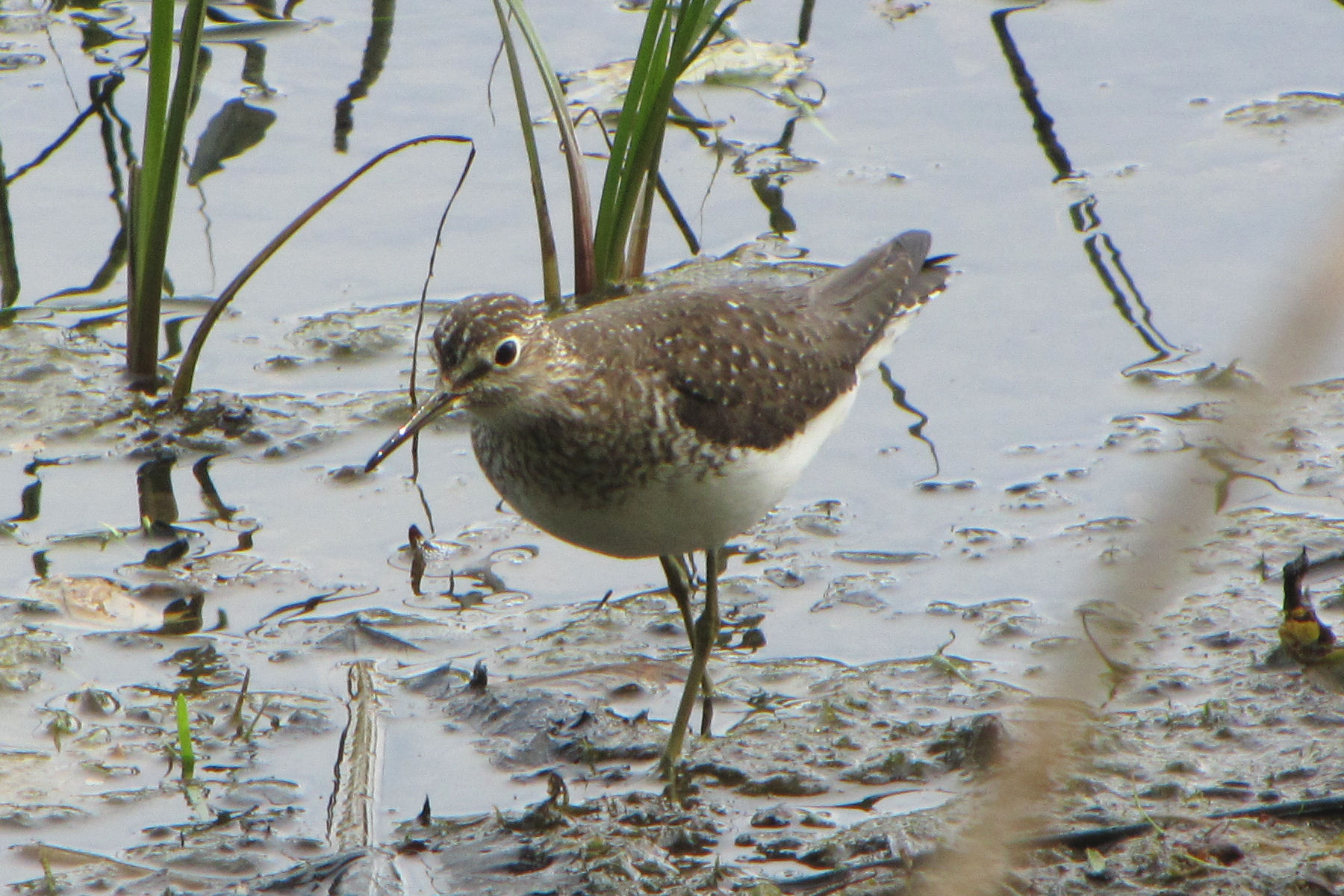
Мисливська поведінка

## Поведінка
Коловодник малий не є стадним видом, тож зазвичай зустрічається окремо і під час міграції, хоча іноді невелика кількість збирається у відповідних місцях на годівлю. Коловодник малий дуже прив'язаний до прісних вод і часто трапляється в таких місцях, як канави, занадто малі для інших куликів, яким більше подобається відкритий круговий огляд.

### Розмноження
Коловодник малий відкладає кладку з 3–5 яєць на деревах у покинутих гніздах співочих птахів, таких як дрозди. Батьки заохочують пташенят стрибати з гнізда на землю незабаром після вилуплення.

### Живлення
Їжа коловодників малих — це дрібні безхребетні, іноді маленькі жаби, зібрані на болоті, оскільки птах неухильно обходить краї вибраної водойми.

## Зовнішні посилання
- Коловодник малий [Архівовано 16 квітня 2021 у Wayback Machine.] - Tringa solitaria [Архівовано 16 квітня 2021 у Wayback Machine.] - Інфоцентр ідентифікації птахів USGS Patuxent Bird
- Коловодник малий [Архівовано 19 лютого 2009 у Wayback Machine.] на сайті Корнельської лабораторії орнітології
- Tringa solitaria у базі Avibase. </img>
- Solitary sandpiper фотогалерея на Vireo
- Інтерактивна карта поширення на IUCN Red list map